# Аронова Марія Валеріївна
Марія Валеріївна Аронова (нар.. 11 березня 1972, Долгопрудний, Московська область) — російська акторка театру і кіно, телеведуча. Народна артистка Російської Федерації (2012), лауреатка Державної премії РФ (1994), а також премій «Ніка» (2008), «Золотий орел» (2008) та «Кришталева Турандот» (1998).
Фігурантка бази даних центру «Миротворець» (свідоме порушення державного кордону України; незаконна гастрольна діяльність на території окупованого РФ Криму).

## Життєпис
Народилася 11 березня 1972 року в Долгопрудном Московської області в родині інженера Валерія Максовича Аронова та бібліотекарки Людмили Петрівни Аронової (померла в 1995 році).
У акторки є брат Олександр Валерійович Аронов (нар. 1968) — художник-реставратор монументального і темперного живопису (у 1988 р. закінчив Московське художнє училище пам'яті 1905 року).
До вступу у виш служила в Долгопрудненському народному театрі при Будинку культури «Вперед» під керівництвом Ірини Миколаївни Тихонової, яку й досі вважає хрещеною мамою своєї театральної кар'єри.
У 1994 році закінчила Щукінське училище (курс Володимира Іванова), однокурсницею Аронової була Нонна Гришаєва.
З другого курсу (за запрошенням Аркадія Каца) грає в театрі імені Є. Вахтангова.
Знімалася в дитячій передачі «Вулиця Сезам» (ОРТ, НТВ, СТС).
Широку популярність здобула завдяки ролям в серіалах «Полуничка», «Зупинка на вимогу», «Солдати» та «Вісімдесяті».
У кіно часто грає комедійні ролі другого плану.
Вела передачі «Поруч з тобою» на РТР (у 2002 році) та «Кулінарна сімейка» на каналі «ТВ Центр».
З 2005 по 2010 роки Марія Аронова щорічно вела церемонію нагородження лауреатів Московської театральної премії «Кришталева Турандот». Її партнерами по веденню церемоній ставали: у 2005 році — Дмитро Назаров, в 2006 — Олександр Адабашян, у 2007 — Роман Мадянов, в 2008 — Федір Добронравов, в 2009 — Віктор Добронравов, в 2010 — Михайло Поліцеймако.
З 28 травня по 12 листопада 2012 року Марія Аронова вела програму «Все буде добре!» (спочатку — «Люблю, не можу!») на телеканалі «Росія-1».

### Особисте життя
Марія Аронова живе в місті Долгопрудном з другим чоловіком Євгеном Фоміним. Євген працював начальником транспортного цеху в тому ж театрі, де й дружина. Довгий час вони були в цивільному шлюбі, а 11 березня 2018 року офіційно одружилися.
Марія Аронова народила двох дітей: син (від першого померлого чоловіка Владислава) Владислав Гандрабура (нар. 9 серпня 1994, закінчив школу екстерном, навчався в кулінарному коледжі, закінчив Щукінське училище, служить у тому ж театрі), дочка Серафима (нар. 23 квітня 2004).

## Творчість

### Ролі в театрі
- «Звичайна справа» — Р. Куні — Джейн
- «Одруження Бальзамінова» Олександра Островського — Белотелова
- «За двома зайцями» Михайла Старицького — Проня
- «Дядечків сон» Федора Достоєвського — Мар'я Олександрівна Москальова
- «Царське полювання» — Імператриця Катерина (перші сцени вистави були поставлені як курсова робота в Щукінському училищі. Партнером в училищі був Кирило Пирогов (Ілля Мережевий у серіалі «Брат-2»), який геніально виконав роль лакея)
- «Амфітріон» — Клеантида, служниця Алкмени, дружина Созія
- «Мадемуазель Нітуш» — начальниця монастирського готелю
- «Тригрошова опера» Бертольта Брехта — Селія Пічем
- «Троїл і Крессіда» Вільяма Шекспіра — Олена
- «Варвари» Максима Горького — Надія Монахова
- «Приворотне зілля» (Театральна компанія «Маскарад») — Сострата
- «Вільна пара» (Театральне агентство «Арт-Партнер ХХІ») — Антонія
- «Ліс» Олександра Островського (Театральна компанія «Маскарад») — Гурмижська
- «Морквинка для імператора» І. Губач
- «Дівич-вечір Club»[19] (Театр імені О. С. Пушкіна) — Іда
- «Гастрольне танго» (Сучасний театр антрепризи)
- «Маленькі комедії»
- «Спокусник»
- «ЦветаєваGALA» (Будинок Музики / ММДМ) — Марина Цвєтаєва

### Ролі в кіно
1. 1995 — Літні люди —  Ольга Дудакова
2. 1995 — Московські канікули —  аферистка
3. 1996 —  1997 — Полуничка —  Анастасія Кошкіна, власниця кафе
4. 1997 — 12 з половиною крісел, або Все навпаки
5. 1997 — Це несерйозно
6. 2000 — Зупинка на вимогу —  Гера
7. 2000 — Формула щастя
8. 2001 — Next —  секретарка ректора університету
9. 2001 — Московські вікна —  Євгенія Корнєєва
10. 2001 — Мамука
11. 2001 — Зупинка на вимогу 2
12. 2002 — Бригада —  Катя, тітка Саші Бєлова
13. 2002 — Все, що ти любиш
14. 2002 — Дорога —  начальниця
15. 2002 — Льодовиковий період —  свідок
16. 2002 — Ліфт іде за розкладом —  Лариса
17. 2002 — Посмішка Меломети —  мати Любаші
18. 2002 — Ха!
19. 2002 — Юріки
20. 2003 — Краще місто Землі —  Євгенія Корнєєва
21. 2004 — Діти Арбата
22. 2004—2007 — Солдати —  продавчиня Евеліна Георгіївна
23. 2005 — Їсти подано! —  Леля, запрошена куховарка з агентства «Пальчики оближеш»
24. 2005 — Полювання на ізюбра —  епізод
25. 2006 — Андерсен. Життя без любові —  фру Мейслінг, дружина ректора гімназії
26. 2006 — Бідна крихітка —  Жаба-Свекруха
27. 2006 — Хто приходить в зимовий вечір —  Зіна, вона ж Снігуронька
28. 2006 — Стара подруга —  мати нареченої Олега
29. 2007 — Карнавальна ніч 2, або 50 років потому —  Маша, секретарка кабачкова
30. 2007 — Артистка —  Муся, сусідка акторки Анни Петрової
31. 2007 — В очікуванні дива —  продавець в магазині «Щастя»
32. 2007 — Право на щастя —  мама Льолі
33. 2007 — Пригоди солдата Івана Чонкіна —  Люшка Мякішева
34. 2007 — Борг —  Захарівна
35. 2008 — Москва посміхається
36. Випуску 2008 — Казка про жінку та чоловіка (Україна) —  Інга, подруга Марії
37. Випуску 2008 — Тариф Новорічний —  водійка автобуса
38. 2009 — Варення з сакури —  Валентина
39. 2009 — Не народися красивим —  Марина
40. 2010 — Я подарую собі чудо
41. 2011 — Одкровення —  Любимцева, реєстраторка
42. 2011 — Мисливці за діамантами —  Галина Брежнєва
43. 2012 — Сусіди —  Алла Польова
44. 2012 — 2016 — Вісімдесяті —  Людмила Смирнова, мама Вані Смирнова
45. 2013 — Деффчонкі —  Олена Петрівна Ржевська, мама Льолі
46. 2013 — Марафон —  директорка Будинку для людей літнього віку
47. 2013 — Брати по обміну —  Тамара Миколаївна
48. 2014 року — Копи з Перетоплять —  дружина Заботіна
49. 2014 року — Ковзани для чемпіонки —  Валерія Волкова
50. 2015 — Батальон' —  Марія Бочкарьова
51. 2017 — Лід —  Шаталіна

### Озвучування і дубляж
1. 2004 — «Столичний сувенір» — провідниця
2. 2004 — «Лускунчик» — Мишільда / Тінь Мишільди / няня Принца
3. 2004 — «Буревісник» — вчителька
4. 2008 — «Особливо небезпечний» (США) — Дженіс, начальниця Веслі Гібсона
5. 2009 — «Правдива історія кота у чоботях» (Франція) — Королева
6. 2012 —Попелюшка: Повний вперед! (Франція) — Мачуха
7. 2016 — «Зоотрополіс» (США) — Міс Барашкіс (Дурашкіс)[20]

## Визнання та нагороди
- 1994 — премія імені К. С. Станіславського за роль Катерини II в постановці «Царське полювання»
- 1998 — «Кришталева Турандот» за найкращу жіночу роль театрального сезону 1997/1998 років.[21]
- 2004 — Заслужена артистка РФ — за великі заслуги в галузі мистецтва[22]
- 2008 — «Ніка» за найкращу жіночу роль другого плану в картині «Артистка» Станіслава Говорухіна[23]
- 2008 — премія «Золотий орел» за найкращу жіночу роль другого плану (фільм «Артистка»)
- 2009 — Премія «Зірка Театрала» в номінації «Найкращий епізод або роль другого плану»
- 2012 — Народна артистка РФ — за великі заслуги в галузі кінематографічного, театрального мистецтва[2]
- 2015 — Народна артистка Республіки Північна Осетія — Аланія — за внесок у розвиток театрального мистецтва та високу виконавську майстерність[24]

- 2016 — приз «Швидкий лев» за найкращу жіночу роль у картині Батальонъ[25] на кінофестивалі країн БРІКС у Йоханесбурзі (ПАР).

## Скандал
16 жовтня 2012 року в ефірі ток-шоу «Все буде добре!» ведуча Марія Аронова звернулася до гостей, діти яких страждають синдромом Дауна, з питанням: «Ви коли вночі проходите по темному коридору, ви не боїтеся, що ваша 11-річна дитина вас приріже? Або що дасть вам по голові важким праскою? Якщо ви хоча б на секунду знаєте, що означає дане захворювання, ця дитина може вбити свого близького!». Адвокати акторки Евеліни Бльоданс, матері дитини з синдромом Дауна, направили скаргу до Роскомнагляду на медіахолдинг ВГТРК і ведучу передачі Марію Аронову за її слова про дітей-інвалідів.
Після виходу передачі в ефір акторка Евеліна Бльоданс звинуватила Марію Аронову в наклепі і зажадала від неї привести статистику вбивств, скоєних дітьми з синдромом Дауна. «Якщо пані Аронова дозволяє собі в ефірі федерального каналу, на всю країну, неодноразово і абсолютно холоднокровно звинувачувати дітей із СД у такий кримінальної перспективі, значить, напевно, Марія Валеріївна знає більше, ніж ми, батьки дітей з СД», — написала Бльоданс у своєму ЖЖ. Акторка також додала, що готує позов до телеведучої. Примирення сторін сталося на шоу каналу НТВ «Центральне телебачення», на якому Марія Аронова в присутності Евеліни Бльоданс та інших батьків дітей з синдромом Дауна принесла публічні вибачення, при цьому вказавши на те, що її слова були неправильно витлумачені, адже Аронова говорила про конкретну дитину героїні програми «Все буде добре!», яка виявляла агресію і некеровану поведінку, а не про всіх дітей з синдромом Дауна. По закінченні програми Марія Аронова і Евеліна Бльданс обнялися в студії і пожаліли, що розпочався такий скандал.